# Douarnenez
Douarnenez là một xã của tỉnh Finistère, thuộc vùng Bretagne, miền tây bắc Pháp.